# 大蒜芥
大蒜芥（学名：Sisymbrium altissimum），也叫田蒜芥，属于十字花科大蒜芥属的一个种。该植物原产于地中海盆地的西部，并在世界大部分地区广泛归化，包括整个北美。成熟后形成风滚草。

## 描述
大蒜芥是一种直立但外观精致的植物，茎细长，分枝多，长到1.5米高。它的茎叶被分成薄的线状裂片，而基生叶更宽且羽状复叶。花不显眼，只有6.4米宽。它们有四个通常是黄色的花瓣和四个狭窄的弯曲萼片。种子荚细长（5-10厘米）。该植物在冬季或早春发芽，花期较长。成熟时它会死去，连根拔起，在风中翻滚，播撒种子。
- 枝叶和花
- 小花的特写

## 用途
叶子的辣度足以制作芥末，也可以混入沙拉和其他菜肴中。